# گایا آنلاین
گایا آنلاین (به انگلیسی: Gaia Online) یک وبگاه و جامعهٔ مجازی انگلیسی‌زبان در بارهٔ انیمه است.